# Live at Widney High December 26th, 1971
Live at Widney High December 26th, 1971 ist ein Jazzalbum des Pan Afrikan Peoples Arkestra unter der Leitung von Horace Tapscott. Die am 26. Dezember 1971 an der J. P. Widney High School, Los Angeles, entstandenen Aufnahmen erschienen im Mai 2025 auf dem Label The Village.

## Hintergrund
Der Pianist Horace Tapscott leitete das in Los Angeles ansässigePan Afrikan Peoples Arkestra von 1961 bis zu seinem Tod im Jahr 1999. Er machte zwar auch Aufnahmen mit kleineren Gruppen, trat aber häufig mit dem Pan Afrikan Peoples Arkestra auf. Tapscott wollte mit dem Ensemble eine Stimme innerhalb der lokalen Community sein und nicht, dass es auf dem kommerziellen Markt konkurrierte. Auf diesem Album ist eine zwölfköpfige Version des Ensembles zu hören, zu der auch der Trompeter Lawrence „Butch“ Morris gehörte, der später Leiter seiner eigenen großen Ensembles wurde.
Die Formation spielte in Los Angeles zwischen 1970 und 1972 eine Reihe von Konzerten und teilte sich dabei oft das Programm mit John Carter und Bobby Bradfords Band sowie zeitweise auch mit dem Sun Ra Arkestra. Diese Wochenendkonzerte waren kostenlos und richteten sich an die umliegende afroamerikanische Community. Am zweiten Weihnachtsfeiertag 1971 spielte das Ensemble im Widney Career Preparatory & Transition Center, einer Berufsschule für Förderschüler. Aufgrund eines verpassten Zuges konnte (so erwähnte Tapscott in einer auf dem Album dokumentierten Ansage) Arthur Blythe nicht mitspielen. Die Setlist umfasst Versionen von Pharoah Sanders’ „The Creator Has a Master Plan“ und des Spirituals „(Sometimes I Feel Like a) Motherless Child“; das Album beginnt mit einer 25-minütigen Version von John Coltranes Komposition „Equinox.“ Das „Herbert Baker Medley“ umfasst zwei Kompositionen des damals mit 17 Jahren bei einem Autounfall früh verstorbenenen, talentierten Komponisten Herbert Baker (1952–1970), der im Orchester auch als Pianist tätig war: „Flight 17“ und „Little A’s Chant“. (Der Titel „Little A’s Chant“ wurde bereits 2023 auf der Doppel-LP 60 Years veröffentlicht.)

## Titelliste
- Pan Afrikan Peoples Arkestra Led by Horace Tapscott: Live at Widney High December 26th, 1971 (The Village)

1. Equinox (John Coltrane) 25:03
2. Motherless Child (Traditional) 22:40
3. The Creator Has a Master Plan (Pharoah Sanders) 13:22
4. Herbert Baker Medley (Herbert Baker) 23:05
5. Spoken Outro 3:41

## Rezeption
Nach Ansicht von Phil Freeman (Ugly Beauty: The Month in Jazz/Stereogum) ist Horace Tapscotts Piano ein solider Anker für das Orchester, der die Akkorde „wie Ziegelsteine in einer Mauer legt“, während die verschiedenen Bläser des Ensembles abwechselnd im Rampenlicht stehen.
In der Besprechung in Metal Jazz wird darauf hingewiesen, dass „Equinox“ ein kontrastreiches, nach außen gerichtetes Tenorsolo von Al Collins enthalte. Collins beeindrucke auf dem gesamten Album (aufgrund der Abwesenheit des Altsaxophonisten Arthur Blythe). Die größte Attraktion dieses Albums sei aber, Horace Tapscott als Pianisten zu erleben und seinen unberechenbaren Fingern zu folgen, insbesondere in „The Creator Has a Master Plan“, bei dem er seine Fantasie in die arabische Wüste schweifen lasse, und beim „Herbert Baker Medley“, wo er sich in der seltsamen Akkordfolge von „Little A’s Chant“ austobe, während Linda Hill die schwierigen intervallischen Gesangssprünge erfolgreich meistere.